# Mycale stecarmia
Mycale stecarmia är en svampdjursart som först beskrevs av de Laubenfels 1954.  Mycale stecarmia ingår i släktet Mycale och familjen Mycalidae. Inga underarter finns listade i Catalogue of Life.